# Marxa de Colldejou
La Marxa de Colldejou, també anomenada Marxa de Colldejou- Muntanyes de Llaberia, és una caminada de resistència no competitiva organitzada pel Club Excursionista Reddis, que forma part del Circuit Català de Caminades de Resistència (CCCR) de la Federació d'Entitats Excursionistes de Catalunya (FEEC).
La Marxa de Colldejou transcorre per les muntanyes de la Serra de Llaberia, amb sortida i arribada a Colldejou, i té un recorregut de 48 quilòmetres senyalitzats, i 4.830 metres de desnivell acumulat. La marxa té per objectiu efectuar aquest recorregut per camins de muntanya en un temps limitat de menys de 13 hores. Els llocs de pas de la Marxa des de la sortida de Colldejou són les Crestes de la Seda, Llaberia, Mas Collet, Barranc de la Mafla, Mas del Remer, Llaberia, Torre de Fontaubella i altra vegada Colldejou.
La Marxa de Colldejou és hereva de l'anteriorment anomenada 'Marxa dels Dips' o 'Marxa dels Dips de Pratdip', que començà a organitzar-se l'any 2011. A partir del 2018 la que havia de ser la '8a Marxa dels Dips' canvia de nom i passa a anomenar-se '1a Marxa de Colldejou'. Al seu torn, la 'Marxa dels Dips' fou hereva de l'anterior marxa de 'Montserrat-Reus', que sortia de Collbató, que en la seva primera edició fou 'Reus-Montserrat'.